# Die Tageszeitung
Die Tageszeitung, av tidningen skrivet som die tageszeitung, vanligen kallad taz, är en kooperativt ägd, rikstäckande dagstidning i Tyskland. Tidningen fokuserar på aktuell politik, sociala frågor som ojämlikhet och miljöfrågor, och har beskrivts som alternativ, vänster och kritisk mot nuvarande samhällsstrukturer. Den räknas som en av det moderna Tysklands viktigaste tidningar. 
Tidningen finansieras inte av annonsintäkter, eftersom målet är att journalistiken ska vara ekonomiskt oberoende, vilket den är ensam om bland de tyska rikstidningarna. Artiklarna på taz.de är också kostnadsfria, i och med att tidningen undviker betalväggar. Istället finansieras tidningen sedan 1992 av en kooperativ modell – i augusti 2023 ägdes taz av 22 750 betalande medlemmar.
taz är rikstäckande, och kompletteras med lokaldelarna tazBerlin och tazNord (inkl. tazHamburg, tazBremen). Varje månad kommer även den tyska upplagan av Le Monde diplomatique med som bilaga i taz.

## Historia
Tidningen grundades i Västberlin 1978, med målet att vara ett röd-grönt alternativ till den borgerliga pressen. Efter förberedande arbete med pilotutgåvor, kom den första upplagan av taz ut den 17 april 1979.
taz var 1995 en av de första tyska tidningarna att publicera alla sina artiklar på internet.